# シラス (地質)

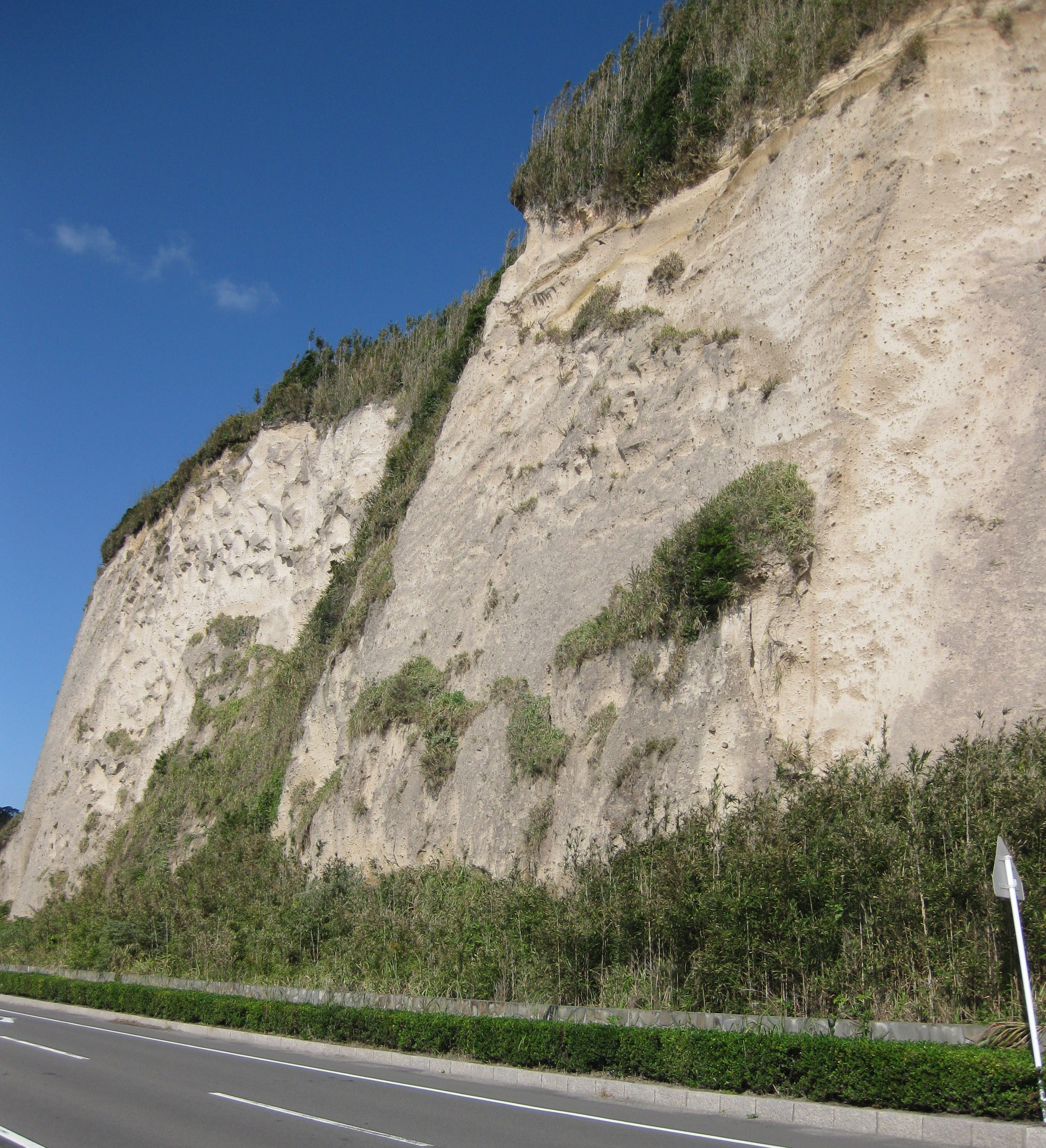
シラス崖（日置市東市来町伊作田の江口浜）

シラス/白砂/白州（しらす）とは、日本の九州南部一帯に厚い地層として分布する細粒の軽石や火山灰である。言語学的には漢字表記が見出し語にされることもあるが、慣習的に「シラス」と片仮名表記することが多い。
新生代新第三紀鮮新世から第四紀更新世にかけての火山活動による噴出物であるが、地質学においてはこのうち特に入戸火砕流による堆積物を指す。古くは白い砂を意味する一般的な言葉であり、現代でも東北地方においてはこの意味で使われる。

## 分布と地形
九州南部の平地を中心に分布しており、鹿児島湾北部を囲む地域において最も厚く、湾から遠ざかるに従って薄くなり熊本県人吉市や水俣市、宮崎県宮崎市にも分布している。鹿児島県内でおおむね数10メートル程度、最大約150メートルの厚みがある。鹿児島市北西部から日置市にかけて広がる丘陵地や、鹿屋市を中心として広がる笠野原台地は、ほぼ全体がシラスで形成されている。また、霧島市付近に広がるテーブル状の丘陵群は別の地層の上にシラス層が重なるようにして形成されている。上面は平坦になっておりシラス台地と呼ばれる台地を構成している。

## 成分と性質
主成分はケイ酸や酸化アルミニウムなどからなる火山ガラスであり、斜長石や石英なども含まれる。50-58パーセントの空隙を含み、有機物はほとんど含まれていない。比重は1.3程度と軽く、粒子内部にも多数の微小な気泡が含まれており粒子比重も2.30-2.50と軽い。引っ張り強度は小さく、複雑な粒子形状を呈しているためインターロッキング効果による特殊な剪断特性を示す。白色を呈するものが多いが、灰白色、黄褐色、灰黒色、淡紫色、淡紅色のものも見られる。
自然の状態では20-25パーセントの水分を含み、水分量が増えると著しく強度が低下する。比重が低いことと分散性が高いことから水に流されやすく、樹木などが剥がされて地層が露出すると急速に侵食される傾向があり、急傾斜の深い谷を形成するガリ侵食を受けやすい。地下水流に侵食されて地下空洞を形成することがあり、これが崩落するとシラスドリーネと呼ばれる穴や窪地が形成される。
シラスからなる急傾斜地は大雨などによってしばしば崩壊し土石流を引き起こしていたが、1952年（昭和27年）に特殊土壌地帯災害防除及び振興臨時措置法の対象となり、斜面の崩壊防止対策が進められるようになった。

## 起源
シラスの起源について19世紀末頃に、霧島山の火山噴出物を起源とする説や、海底堆積物を起源とする説が提案された。その後1930年代には、姶良火山と呼ばれる仮想火山から流下した溶岩流を起源とする説や海底火山の噴出物を起源とする説も提案された。1950年代に入るとシラスという用語が一般化するとともに研究が進み、粒度分布などから熱雲（火砕流）を起源とする説が提案され、1960年代に火砕流に関する研究が体系化されるとともに火砕流を起源とする説が定着して現在に至っている。
現在考えられているシラスの大部分の起源は、約2万5千年前に姶良カルデラで起きた巨大噴火によって発生した入戸火砕流であるとされている。この火砕流の噴出量は約200立方キロメートルに達し、それに加えて姶良Tn火山灰と呼ばれる火山灰約150立方キロメートルが日本全国に降り注いだ。
火砕流から直接堆積したものは一次シラス、一次シラスが侵食・運搬され再堆積したものは二次シラスと呼ばれる。二次シラスのうち層をなしているものは特に層状シラス、水中に堆積したものは水生シラスと呼ばれる。その他、弱く溶結したものは固結シラス、風化したものは風化シラスと呼ばれる。
地域によっては入戸火砕流以外の火砕流堆積物もシラスと呼ばれることがある。例えば池田湖周辺の池田火砕流もシラスと呼ばれる。

## 農業
水はけが良すぎるために稲作には不向きな上に栄養分も乏しく、そのような土壌でも育つサツマイモや桜島大根を代表とするダイコン、ダイズ、アブラナ等の畜産が主産品となった。また鹿児島ではサツマイモを食べさせる事により独特な風味を持つ黒豚の養豚も盛んになった。肉牛の生産も盛んである（北海道に次いで全国2位：2008年）

## 用途

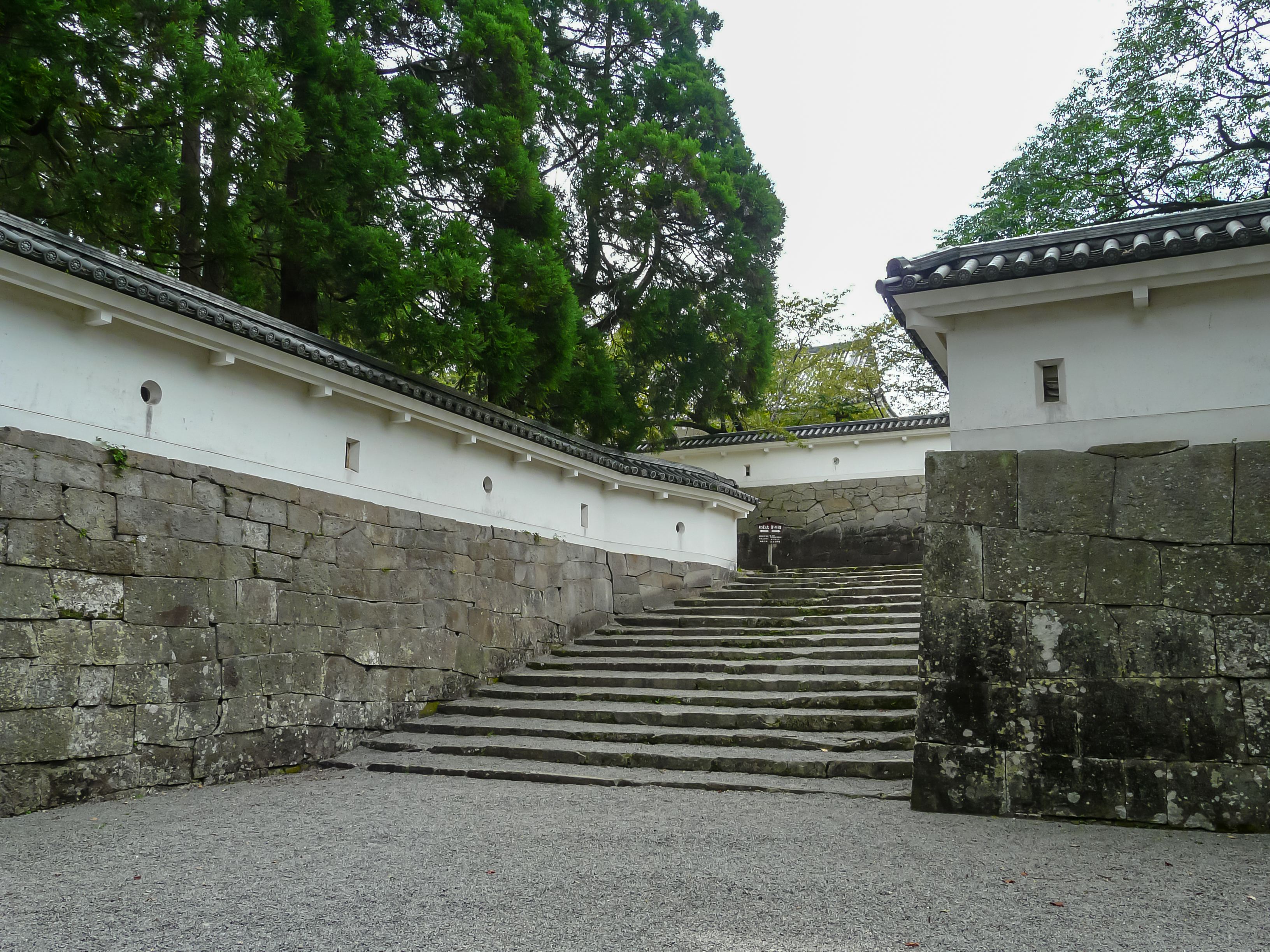
飫肥石（入戸火砕流の溶結凝灰岩）を用いた飫肥城の石垣（宮崎県日南市）

研磨剤やコンクリートの骨材として利用される。また、堆肥に混合され肥料用として用いられることもある。
シラス粒子の複雑な（多孔質）構造と、主成分である珪酸（シリカゲルなど除湿材の原材料）・アルミナ（水分やガスの吸着が高い）などが、消臭・調湿機能に優れることから、自然素材系の健康建材・シラス壁として活用されている。昨今問題となっているシックハウス症候群に対しても効果を発揮するという。
またシラス粒子を1,000℃程度の高熱で加工し発泡させた「シラスバルーン」は軽量で断熱性に優れ、軽量プラスチックや自動車内装部品の素材として利用される。

### シラスコンクリート
シラスを骨材として用いたシラスコンクリートは、劣化に強い特性があり、温泉の湯気・高温の地熱・強酸性の土壌などの過酷な環境下で建設された鹿児島県霧島市の丸尾滝橋の基礎部分に採用されている。シラスとシラスコンクリートを混合・整形したシラス緑化基盤が、鹿児島市電軌道の緑化に活用されている。
2012年には山下保博・野口貴文・佐藤淳らがさまざまな課題を引き継いで研究を重ね、砂や砂利に代わる未利用資源の利活用、コンクリートのリサイクルプロセスの形成、長寿命・多機能コンクリートの開発等を実現する、環境型シラスコンクリートを完成させた。
これを使用した世界初の建築「R・トルソ・C」（2015年）は以下の賞を受賞した。
- 2016年 日本コンクリート工学会賞、作品賞

- 2016年 WAN Concrete Award

- 2017年 アメリカコンクリート学会プロジェクト賞の総合部門・最優秀賞、低層建築部門第1位

- 2018年 fib最優秀作品賞

### シラス多孔質ガラス
シラス多孔質ガラス（Shirasu Porous Glass、頭字語：SPG）は、宮崎県工業試験場によって1981年に開発されたシラスを原料とする多孔質ガラスで、細かで孔の大きさが揃ったフィルターを形成することができる。フィルター孔は0.05～50ナノメートルの範囲で任意の直径を選択可能であり、液体や気体の濾過フィルター、吸着剤、微細で均一な粒子・気泡の形成などに用途が広がりつつある。

## 関連文献
- 土質工学会九州支部 編、山内豊聡 監修 編『九州・沖縄の特殊土』九州大学出版会、1983年7月。ISBN 4-540-04146-0。OCLC 676093630。ISBN 978-4-87378-067-2。
- 袖山研一、目義雄「微粒シラスバルーンの作製とその応用」『Journal of the Society of Inorganic Materials, Japan』第7巻第287号、無機マテリアル学会、2000年、313-322頁、doi:10.11451/mukimate2000.7.313、2019年10月25日閲覧。